# آتئیست (گروه موسیقی)
آتئیست (به انگلیسی: Atheist)، یک گروه تکنیکال دث متال آمریکایی است که سابقهٔ فعالیتش به ۱۹۸۴ میلادی باز می‌گردد. اعضای بنیانگذار آتئیست، کلی شِیفر (خواننده و گیتاریست) و استیو فلین (درامر) بودند. این گروه در آغاز فعالیتش «اوبلیویِن» نام داشت که مدتی بعد به «R.A.V.A.G.E» و در نهایت به «آتئیست» تغییر نام داد. از آتئیست طی بیش از سه دهه فعالیتش تنها چهار آلبوم استودیویی منتشر شده‌است. به نوشتهٔ آل‌میوزیک «۳ آلبوم اول آتئیست (علی‌رغم مشکلات فلج‌کننده‌ای که گروه با آن‌ها مواجه بود) ضبط‌های تحسین‌برانگیزی هستند و سبکی نو و غیرقابل دسترس دارند که اعتباری ماندگار را برای آتئیست به ارمغان آورده‌است».

## آلبوم‌های استودیویی
- تکه‌ای از زمان (۱۹۹۰)
- حضور بی چون و چرا (۱۹۹۱)
- عناصر (۱۹۹۳)
- ژوپیتر (۲۰۱۰)